# Virgen de la Cuevita
Nuestra Señora de la Cuevita es una de las representaciones de la Virgen María. Se encuentra en el Santuario de la Cuevita, en Artenara (Gran Canaria, Canarias, España).

## La talla de la Virgen
La historia de esta advocación de la Virgen María apareció hace muchos siglos junto a una pequeña cueva, sobre un arbusto llamado “abelino”.
La antigüedad y el origen de Santa María de la Cuevita de Artenara data varios siglos atrás. Hay quien la vincula a la isla desde el siglo XVI, a raíz de las expediciones de mallorquines y catalanes en las que venían como evangelizadores frailes franciscanos, en cumplimiento de Bulas Papales encaminadas a incorporar a los canarios al cristianismo.
Cuenta la tradición que varios frailes franciscanos de las expediciones de mallorquines y catalanes, se adentraron por las abruptas barrancadas del lado occidental de Gran Canaria en misión apostólica, llegando a las cumbres con una pequeña imagen de la Virgen María a la que, con auxilio de algunos indígenas catequizados, labraron, cara a los precipicios, una reducida casa de oración donde colocaron a la Señora.
La talla de la Virgen de la Cuevita se trata de una escultura de madera de aproximadamente 80 centímetros de alto. Lleva el niño sobre el brazo, ligeramente adosado a un pecho. Su cabellera cae sobre la capa y los hombros. Luce una bella corona real von aureola por otra de rayos y estrellas.

## Santuario de la Cuevita
Se encuentra en la isla de Gran Canaria, en el municipio de Artenara, frente al Roque Nublo y el Roque Bentayga.
La actual ermita, que custodia en su interior la talla mariana, data del siglo XVII y está constituida por una cueva de grandes dimensiones. El Santuario Mariano tiene labrados en roca el coro, el altar, el púlpito y el confesionario. El altar tiene aproximadamente 3 metros de altura, 2 metros de largo, 1 metro de ancho y 72 centímetros de fondo.

### Ermita de la Cuevita, Artenara

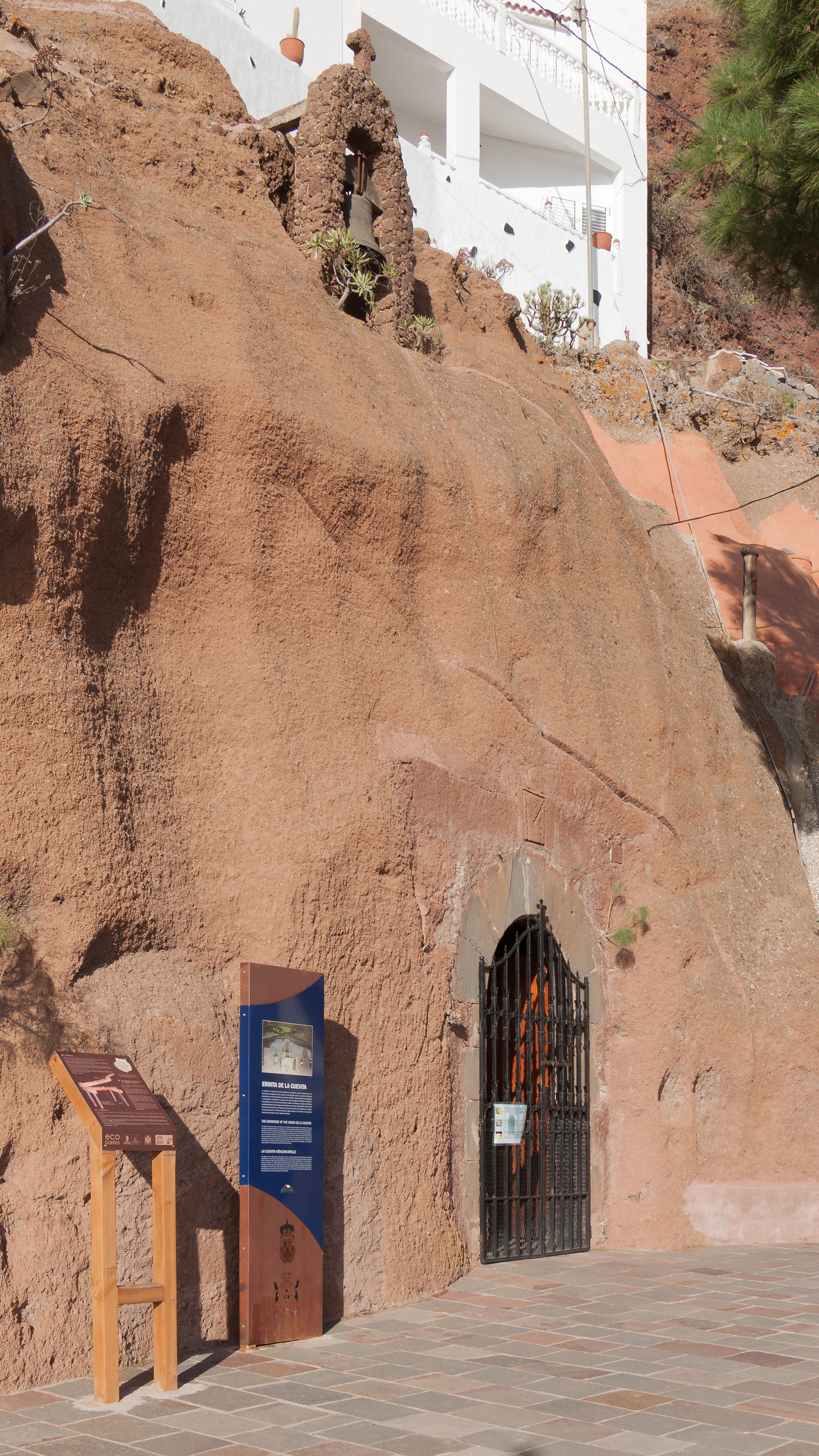
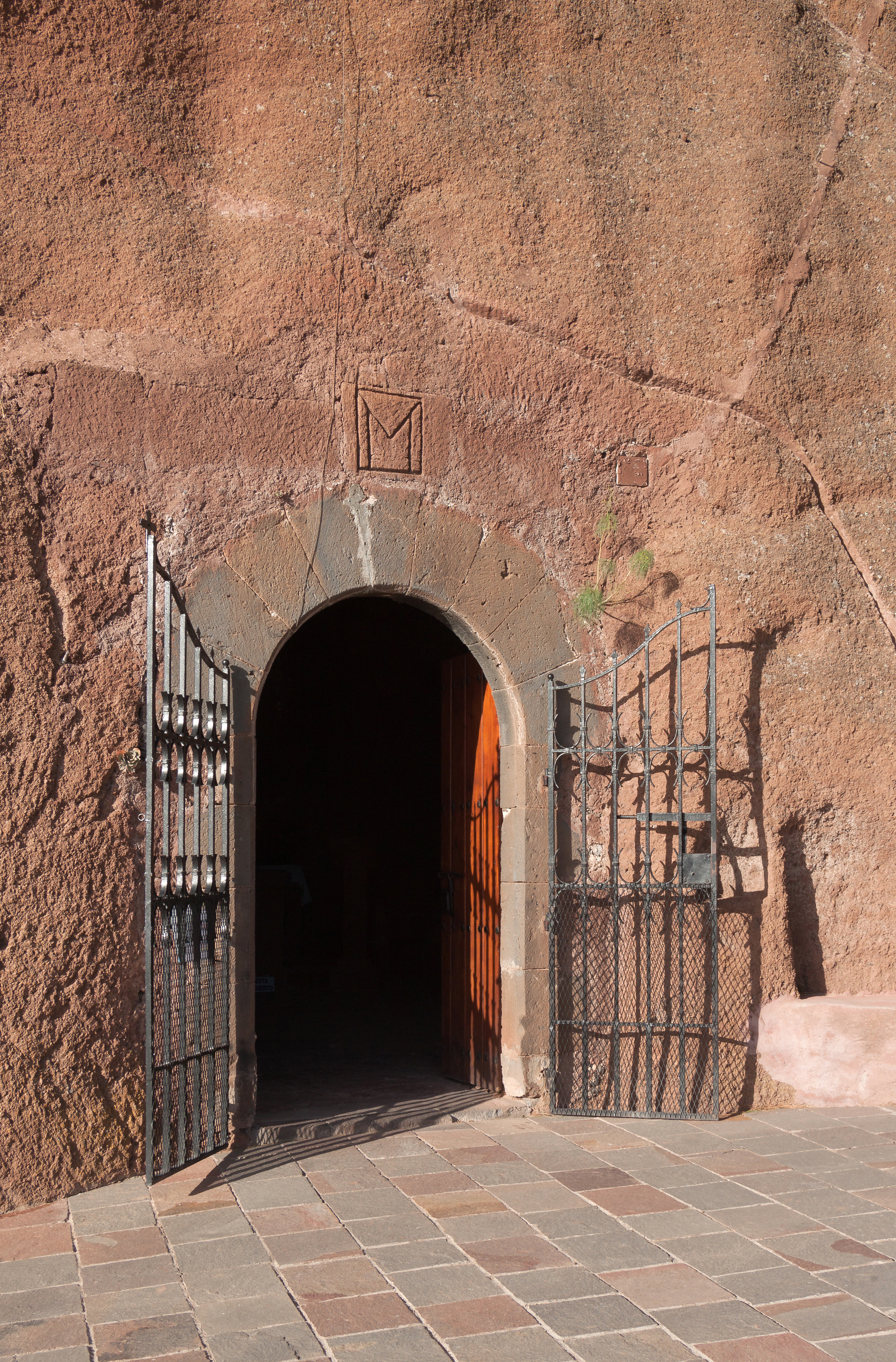
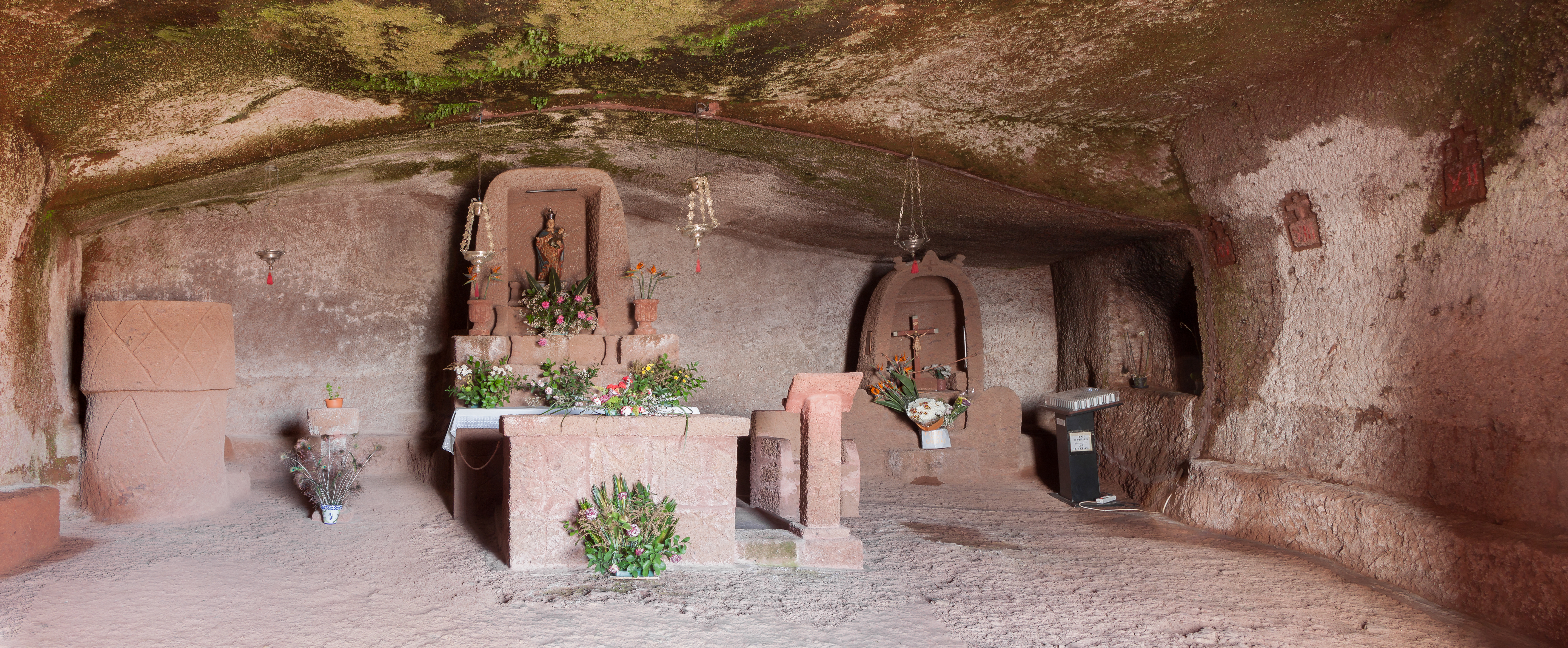

## Festividad
En las Fiestas Patronales la imagen es llevada desde su santuario al templo parroquial de San Matías en Artenara.
La fiesta principal en honor a la Virgen de la Cuevita es celebrada el último domingo del mes de agosto, en la cual, aparte de los actos religiosos, destaca la ofrenda del folklore y del ciclismo, a la Virgen de la Cuevita como patrona de ambos. Concluidas las Fiestas, destaca el retorno nocturno de la Virgen desde la Iglesia de San Matías a la cuevita.